# Dionysios von Alexandria (Astronom)
Dionysios von Alexandria war ein Astronom im hellenistischen Ägypten des 3. Jahrhunderts v. Chr.
Im Jahr der Thronbesteigung von Ptolemaios II. reformierte er den ägyptischen Kalender, indem er die Monate nach den Tierkreiszeichen benannte, beginnend mit dem Krebs (Καρκινών Karkinṓn), dann kam der Löwe (Λεοντών Leontṓn) usw.
Claudius Ptolemäus griff auf Dionysios’ Beobachtungen von Merkur, Mars und Jupiter zurück.
Möglicherweise ist er mit dem von Plinius dem Älteren erwähnten, von Ptolemaios II. mit einer Mission nach Indien betrauten Dionysios identisch, was aber letztlich Spekulation ist.